# Pratile

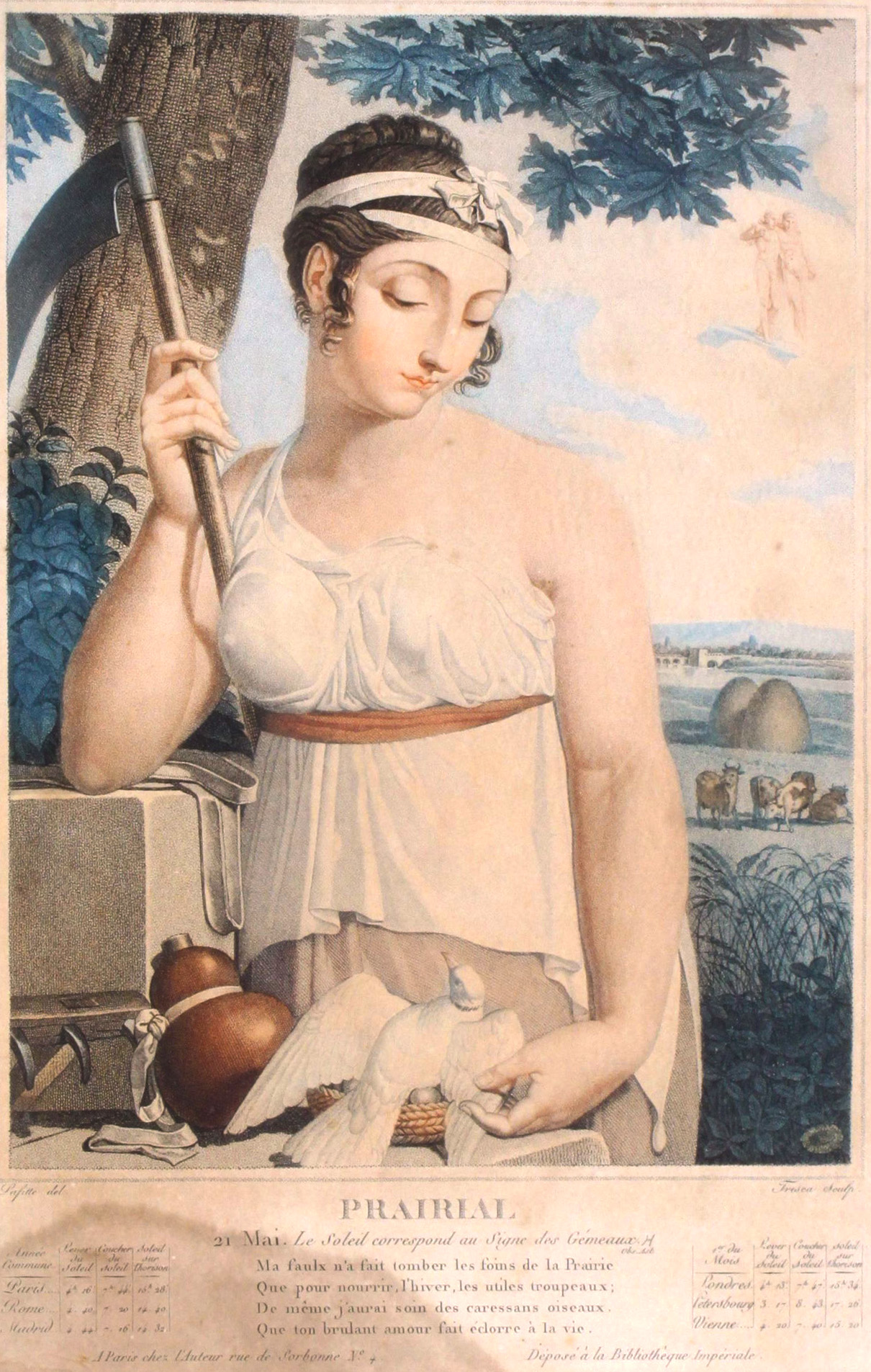
Louis Lafitte: Allegoria di Pratile

Il mese di pratile (in francese: prairial) era il nono mese del calendario rivoluzionario francese e corrispondeva (a seconda dell'anno) al periodo compreso tra il 20/21 maggio e il 18/19 giugno nel calendario gregoriano. Era il terzo dei mois du printemps (mesi di primavera); seguiva fiorile e precedeva messidoro.
Il mese di pratile deve la sua etimologia
(Fabre d'Églantine)
secondo i termini del rapporto presentato alla Convenzione nazionale il 3 brumaio anno II (24 ottobre 1793) da Fabre d'Églantine, in nome della "commissione incaricata della stesura del calendario".

## Tabella dei nomi dei giorni
Come tutti i mesi del calendario repubblicano francese, il mese di pratile era composto da 30 giorni e suddiviso in tre decadi. Ogni giorno aveva un nome proprio, tratto dal nome di una pianta, tranne il quinto (quintidì) e decimo (decadì) giorno di ogni decade, che aveva rispettivamente il nome di un animale e quello di un oggetto per l'agricoltura.
|          | 1ª decade | 1ª decade                   | 2ª decade | 2ª decade                 | 3ª decade | 3ª decade                   |
| Primidì  | 1.        | Luserne (Erba medica)       | 11.       | Fraise (Fragola)          | 21.       | Barbeau (Fiordaliso)        |
| Duodì    | 2.        | Hémérocalle (Emerocallide)  | 12.       | Bétoine (Betonica comune) | 22.       | Camomille (Camomilla)       |
| Tridì    | 3.        | Trèfle (Trifoglio)          | 13.       | Pois (Pisello)            | 23.       | Chèvrefeuille (Caprifoglio) |
| Quartidì | 4.        | Angélique (Angelica)        | 14.       | Acacia (Acacia)           | 24.       | Caille lait (Caglio)        |
| Quintidì | 5.        | Canard (Anatra)             | 15.       | Caille (Quaglia)          | 25.       | Tanche (Tinca)              |
| Sestidì  | 6.        | Mélisse (Melissa)           | 16.       | Œillet (Garofano)         | 26.       | Jasmin (Gelsomino)          |
| Settidì  | 7.        | Fromental (Avena altissima) | 17.       | Sureau (Sambuco)          | 27.       | Verveine (Verbena)          |
| Ottidì   | 8.        | Martagon (Giglio martagone) | 18.       | Pavot (Papavero)          | 28.       | Thym (Timo)                 |
| Nonidì   | 9.        | Serpolet (Serpillo)         | 19.       | Tilleul (Tiglio)          | 29.       | Pivoine (Peonia)            |
| Decadì   | 10.       | Faulx (Falce)               | 20.       | Fourche (Forcone)         | 30.       | Chariot (Carro)             |

## Tabella di conversione
| I. | II. | III. | IV. | V. | VI. | VII. |

| maggio | 1793 | 1794 | 1795 | 1796 | 1797 | 1798 | 1799 | giugno |

| I. | II. | III. | IV. | V. | VI. | VII. |

| maggio | 1793 | 1794 | 1795 | 1796 | 1797 | 1798 | 1799 | giugno |

| VIII. | IX. | X. | XI. | XII. | XIII. |

| maggio | 1800 | 1801 | 1802 | 1803 | 1804 | 1805 | giugno |

| VIII. | IX. | X. | XI. | XII. | XIII. |

| maggio | 1800 | 1801 | 1802 | 1803 | 1804 | 1805 | giugno |